# Kitwancool Lake
Kitwancool Lake är en sjö i Kanada.   Den ligger i provinsen British Columbia, i den centrala delen av landet, 3 800 km väster om huvudstaden Ottawa. Kitwancool Lake ligger 379 meter över havet. Arean är 6,2 kvadratkilometer. Den sträcker sig 4,7 kilometer i nord-sydlig riktning, och 3,2 kilometer i öst-västlig riktning.
I omgivningarna runt Kitwancool Lake växer i huvudsak barrskog. Trakten runt Kitwancool Lake är nära nog obefolkad, med mindre än två invånare per kvadratkilometer.